# Monastir (Włochy)
Monastir – miejscowość i gmina we Włoszech, w regionie Sardynia, w prowincji Sud Sardynia. Graniczy z Nuraminis, San Sperate, Serdiana, Sestu, Ussana i Villasor.
Według danych na rok 2004 gminę zamieszkuje 4497 osób, 145,1 os./km².